# ルーカス・フォス
ルーカス・フォス（Lukas Foss, 1922年8月15日 ベルリン - 2009年2月1日 ニューヨーク市）は、ドイツ出身のアメリカ合衆国の作曲家、指揮者、ピアニスト、教授。出生名はルーカス・フクス(Lukas Fuchs)。

## 経歴
フォスは最初、ユリウス・ゴールドシュタイン（Julius Goldstein）について音楽を学んだ。1933年、パリに行くと、ラザール・レヴィからピアノを、ノエル・ギャロンから作曲を、フェリックス・ヴォルフェスからオーケストレーションを、そしてルイ・モイーズからフルートをそれぞれ教わった。1937年、アメリカに渡り、フィラデルフィアのカーティス音楽学校に入り、フリッツ・ライナーから指揮の指導を受けた。そのかたわら1939年から1943年までの夏期期間にバークシャー・ミュージック・センター（現在のタングルウッド・ミュージック・センター）でセルゲイ・クーセヴィツキーの教えを受け、さらに1939年から1940年までイェール大学で専科生としてパウル・ヒンデミットから作曲の指導を受けた。
1953年、フォスはアルノルト・シェーンベルクの後任としてカリフォルニア大学ロサンゼルス校の音楽教授に就任し、そこでImprovisation Chamber Ensembleを結成した。1963年にニューヨーク州立大学バッファロー校にいた時にはCenter for Creative and Performing Artsを創設した。1981年から1986年までミルウォーキー交響楽団の音楽監督を勤めた。1991年からはボストン大学で音楽、理論、作曲の教授を続けた。教え子にはクレア・ポーリン、ロッコ・ディ・ピエトロがいる。
フォスは、アーサー・バーガー、アーヴィング・ファイン、アレクセイ・ハイエフ、ハロルド・シャペロ、クラウディオ・スピエス、ルイーズ・タルマらとともに「ボストン楽派(Boston school)」に分類されている。

## ピアノ曲
フォスのピアノ独奏曲は、フォスの作品全体から見ると比較的数は少ない。しかし、フォスの軽めの新古典主義的スタイルとその技術をよく表している。1938年から1988年までに以下の8曲が作られた。
- グロテスクな踊り（Grotesque Dance, 1938年）
- 4つの2声のためのインヴェンション（Four Two-Voiced Inventions, 1938年）
- パッサカリア（Passacaglia, 1941年）
- ファンタジー・ロンド（Fantasy Rondo, 1946年）
- 前奏曲 ニ長調（Prelude in D, 1951年）
- スケルツォ・リチェルカート（Scherzo Ricercato, 1953年）
- ソロ（Solo, 1981年）
- レニーのために 「ニューヨーク・ニューヨーク」による変奏曲（For Lenny [Variation on New York, New York], 1988年）

このうち『Solo』は新古典主義的ではなく、技術上の指導原理として、異なるピッチの集合の段階的な変化を用いた、混種のミニマルと十二音技法作品である。その最後で、ピッチの集合がセリーから調性に変わり、驚くべき結末を迎える。

## 管弦楽作品ならびに室内作品
フォスの後期の作品が多様式主義であるのに対して、初期の作品は十二音技法とセリエル音楽を伴うコントロールされた即興と偶然性を使った、新古典主義様式である。
- ピアノ協奏曲第1番（1943年） - 元々はクラリネット協奏曲。
- 弦楽四重奏曲第1番（1947年）
- ピアノ協奏曲第2番（1949年 - 1951年/改訂1952年） - ベートーヴェン作曲『ピアノ協奏曲第5番』による。
- その名も高きキャラヴェラス郡の跳び蛙[6]（The Jumping Frog of Calaveras County, 1950年5月18日インディアナ大学システムにて初演） - オペラ。2幕。ジャン・カルサヴィーナ台本。マーク・トウェインの短編が原作。
- グリフェルキン（Griffelkin）（1956年11月6日NBCテレビにて初演） - オペラ。3幕。アラステア・リード（Alastair Reid）台本。
- タイム・サイクル（Time Cycle, 1960年）
- イントロダクションとグッドバイ[7]（Introductions and Goodbyes, 1960年5月5日初演） - 9分間のオペラ。ジャン＝カルロ・メノッティ台本。
- エコイ（Echoi, 1963年）
- バロック変奏曲（Baroque Variations, 1967年）
- ブラックバードを探す13の方法（Thirteen Ways of Looking at a Blackbird, 1978年）
- クラリネット協奏曲 (Clarinet concerto, 1988年) (サントリーホール国際作曲委嘱シリーズ委嘱作品)
- アン・フランクのための哀歌（Elegy for Anne Frank, 1989年） - アンネ・フランク生誕60周年のために作曲。随意のナレーションを含む。
- ルネッサンス協奏曲（Renaissance Concerto, 1990年）

## 著名な教え子
- アレックス・フリーマン（Alex Freeman）
- マシュー・グエリエリ（Matthew Guerrieri）
- ジュリアン・ワクナー（Julian Wachner）
- ジュリアス・イーストマン（Julius Eastman）
- ヘルベルト・ブロムシュテット[8]

## 家族
- 妻：コーネリア・ブレンデル・フォス（Cornelia Brendel Foss） - 画家[9]。1931年生。1951年に結婚[10]。2007年8月25日の「トロント・スター」紙でグレン・グールドとの数年間の情事について公式に語った。
- 息子：クリストファー・ブレンデル・フォス（Christopher Brendel Foss） - 広告業。
- 娘：エリザ・フォス・トリノ（Eliza Foss Turino） - 女優。